# Ingemar Andersson (författare)
Fritz Tage Ingemar Andersson, född 27 januari 1923 i Hjo, död 29 januari 2008 i Sollentuna, var en svensk författare och redaktör. 
Andersson debuterade 1948 med diktsamlingen Vattenflöjt. Mest känd som romanförfattare. Från sextiotalet och framåt verksam som textförfattare i reklambranschen.